# در لباس دلقک
در لباس دلقک (انگلیسی: On with the Motley) با عنوانِ اصلیِ هاملت و دلقکش (ایتالیایی: Amleto e il suo clown) یک فیلم درام ایتالیایی به کارگردانی کارمینه گالونه است که در سال ۱۹۲۰ منتشر شد.

## بازیگران
- سوآوا گالونه
- ایلیزا سوری
- لوچانو مولیناری